# American Hardcore
| 전문가 평가                      | 전문가 평가 |
| 평가 점수                        | 평가 점수   |
| 출처                             | 점수        |
| -------------------------------- | ----------- |
| AllMusic                         | [ 2 ]       |
| Collector's Guide to Heavy Metal | 4/10        |

《American Hardcore》는 미국의 록 밴드 L.A. 건즈의 다섯 번째 스튜디오 음반이다. 이 음반은 가수 크리스 반 달이 참여한 유일한 음반이며 베이시스트 조니 크리프트가 처음으로 참여한 음반이다. 이 음반은 이전 음반인 《Vicus Circle》에서 시작된 밴드의 무게 증가를 이어가고 있다. 이 시기에 밴드는 판테라의 영향을 많이 받았다.

## 배경
밴드는 《American Hardcore》 발매 당시 "The L.A. Guns"라는 이름 앞에 'the'를 추가하여 브랜드를 변경했다. 스티브 라일리에 따르면, 이는 필 루이스가 이끄는 밴드의 클래식 라인업에서 방향이 바뀐 것을 주목하기 위해 이루어졌다고 한다. 또한 라일리에 따르면 《American Hardcore》 녹음 당시 베이시스트 켈리 니켈스는 밴드의 많은 부분을 차지했고 12개 트랙 중 8개 트랙에서 공동 작곡 크레딧을 받았기 때문에 밴드는 여전히 5인조였다. 그는 폴리그램에서 밴드가 탈퇴한 후 밴드를 떠났다. 니켈스가 떠난 후 두 번째 기타리스트 조니 크리프트는 베이스로 전향했고 밴드는 4인조로 남았다.
오프닝 트랙 〈F.N.A.〉는 디스크 건너뛰기처럼 들리도록 설계되었으며, 커버곡 〈Black Sabbath〉의 일부로 소문이 돌고 있다. 이 음반은 일본 수입 버전에서 구할 수 있다. 마지막 트랙 〈I am Alive〉의 17분 지점에서 긴 휴식 후 숨겨진 트랙을 찾을 수 있다. 이 트랙에는 수감자의 사형 집행을 논의하는 두 교도관 간의 대화가 담겨 있다. 반 달에 따르면, 그는 모든 목소리를 한 번에 직접 녹음했다고 한다.

## 곡 목록
모든 곡들은 특별한 언급이 없는 한 크리스 반 달, 트레이시 건즈, 조니 크리프트, 스티브 라일리 그리고 켈리 니켈스에 의해 작사/작곡하였다.
| #   | 제목                 | 작사·작곡                              | 재생 시간 |
| --- | -------------------- | -------------------------------------- | --------- |
| 1.  | 〈F.N.A.〉           | 반 달, 건즈, 크리프트, 라일리          | 0:21      |
| 2.  | 〈What I've Become〉 |                                        | 3:37      |
| 3.  | 〈Unnatural Act〉    | 반 달, 건즈, 크리프트, 라일리          | 4:10      |
| 4.  | 〈Give〉             |                                        | 3:16      |
| 5.  | 〈Don't Pray〉       |                                        | 4:07      |
| 6.  | 〈Pissed〉           |                                        | 4:01      |
| 7.  | 〈Mine〉             |                                        | 3:35      |
| 8.  | 〈Kevorkian〉        |                                        | 4:47      |
| 9.  | 〈Hey World〉        | 반 달, 건즈, 크리프트, 라일리, 폴 블랙 | 5:01      |
| 10. | 〈Next Generation〉  |                                        | 2:33      |
| 11. | 〈Hugs and Needles〉 |                                        | 3:08      |
| 12. | 〈I Am Alive〉       | 반 달, 건즈, 크리프트, 라일리          | 6:59      |